# لئونید اوبولنسکی
لئونید اوبولنسکی (روسی: Леонид Леонидович Оболенский؛ ۲۱ ژانویه ۱۹۰۲ – ۱۷ نوامبر ۱۹۹۱) بازیگر، و کارگردان فیلم اهل کشور اتحاد جماهیر شوروی سوسیالیستی بود.
وی همچنین برندهٔ جوایزی همچون هنرمند مردمی جمهوری شوروی فدراتیو سوسیالیستی روسیه شده‌است.